# 캠프 잭슨
캠프 잭슨(Camp Jackson)는 경기도 의정부시 호원동에 있는 주한 미국 제8군의 군사 기지였다. 기지의 이름은 한국 전쟁에서 은성 훈장을 수여받은 조지 W. 잭슨 일병의 이름을 따서 붙여졌다.
캠프가 폐쇄되기 전까지 와이트먼 부사관 학교(Wightmen NCO Academy)와 제8군 카투사 훈련소가 있었고, 폐쇄 이후 훈련부대가 평틱시의 캠프 험프리스로 옮겨갔다.

## 역사
1966년, 캠프 잭슨으로 개명되었다.
2018년, 같은 제1지역 주둔지인 캠프 레드 클라우드, 캠프 스탠리와 함께 폐쇄하고 의정부시 지자체에 토지가 반환되었다.
현재 캠프를 철거하고 있다.

## 조지 W. 잭슨
조지 워싱턴 잭슨 주니어(George Washington Jackson, Jr.) 일등병은 버지니아주 헨라이코군 출신의 미국 육군 음향관측운영병(Sound Ranging Operator)이였다. 군번은 52023465이었다.

### 배경
캠프 노매드 찰리, 혹은 캠프 저지로 알려진 곳에서 제25포병 산하 1야전포병관측대대(1st Field Artillery Observation Battalion)에 전입하였다. 한반도에는 1950년 10월에 배치되었다.
추수감사절이었던 1951년 11월 23일, 조지 W. 잭슨과 그의 부대는 새말 고장하리(Kojanhari-Saemal) 근처에 자리잡고 었었다. 적의 공격을 받았고, 사격을 듣고 위치을 알아내기 위해 엄폐호를 벗어나서 가까이서 관측하는데 성공하였으나, 얼마 안가 위치가 발각되고 적이 쏜 박격포탄에 의해 전사하였다. 사후 은성훈장은 그의 부모님에게 전달되었다.

### 서훈
- 은성훈장
- 퍼플 하트
- 한국근무훈장(영어판)
- 국방근무훈장(영어판)
- 대한민국 대통령 표창
- 한국전쟁근무훈장(영어판)
- 유엔근무훈장(영어판)
- 육군선행훈장(영어판)

## 같이 보기
- 주한 미군의 시설 목록
- 옛 제1지역 캠프
  - 캠프 레드 클라우드
  - 캠프 스탠리
  - 캠프 케이시
  - 캠프 라과디아
  - 캠프 에세이욘
  - 캠프 카일
  - 캠프 시어스
  - 캠프 폴링 워터

## 참고
1. ↑  “George W Jackson : Private First Class from Virginia, Korean War Casualty”. 《HonorStates.org》 (영어). Honor States. 2024년 11월 5일에 확인함.
2. ↑  Drumheller, Kyndall (2011). “Hero Highlight: George Washington Jackson, Jr.”. 《Virginia War Memorial》 (미국 영어). 2024년 11월 5일에 확인함.
3. ↑  “George W. Jackson Jr.” (영어). The American Battle Monuments Commission. 2024년 11월 5일에 확인함.